# 甲州財閥

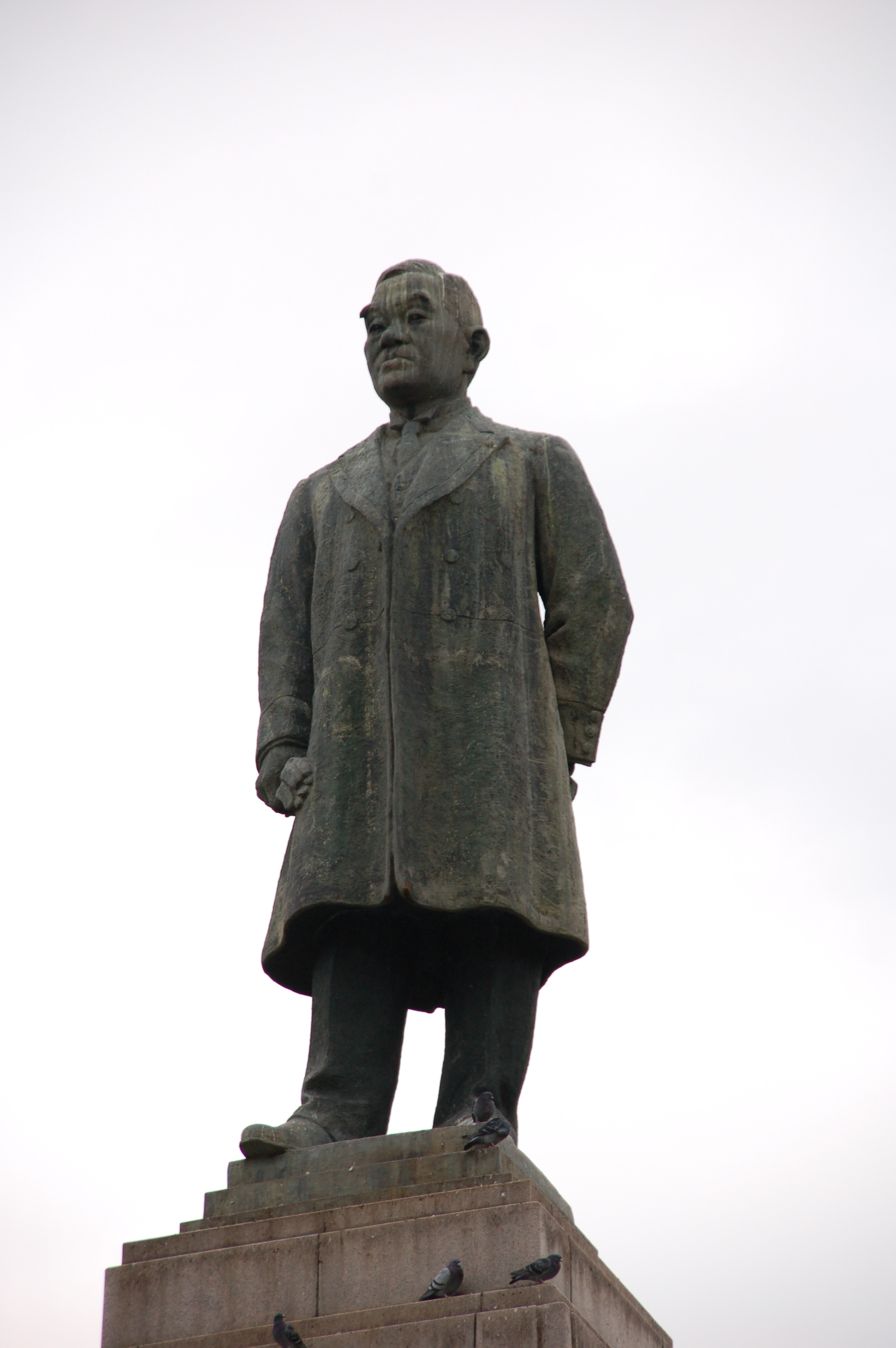
甲州財閥の一人である根津嘉一郎の銅像。

甲州財閥（こうしゅうざいばつ）とは、明治期の東京や埼玉、横浜で顕著な経済活動を行っていた甲州（山梨県）出身の実業家たちのことで、著名な人物は、若尾逸平、若尾幾造、若尾璋八、雨宮敬次郎、根津嘉一郎、小野金六、穴水要七、小池国三、佐竹作太郎、神戸挙一、堀内良平である。その中でも若尾逸平と雨宮敬次郎は二大巨頭と言われている。甲州財閥の実業家たちは協力し合うこともあったが、対立することもあった。例えば、雨宮敬次郎は1893年10月に東京市街鉄道の設立を申請しているが、若尾逸平は翌11月に東京馬車鉄道の電化を申請しており、東京市街の鉄道（路面電車）において二人は対立していた。

## 概要
郷土意識で緩やかな資本連合を持っていた山梨出身の実業家を意味する総称で、明治中期から昭和初期にかけて鉄道会社や電力会社・証券金融会社を設立または買収し、各方面へ幅広く展開した。
「財閥」とは、本来は三井財閥や住友財閥など異種の業種が同族的支配関係により組織された独占資本を意味するが、ジャーナリズムにおいては実業家集団の結団を指すことがあり、同様の総称には江州財閥（近江商人）、佐賀財閥、中京財閥がある。
阪急東宝グループの創始者の一人である小林一三は山梨県出身者であるが、甲州財閥とは別の財閥とみなされている。

## 甲州財閥の盛衰
甲斐国では近世に甲府城下町が発達し、甲州街道や富士川舟運をはじめとする諸街道・物流網が成立し商業が展開される。甲府城下町（新府中）では八日町（甲府市中央）を中心に大店を構える有力商人が出現し、一方で在方においても養蚕や煙草、果樹栽培など商品作物の栽培が行われ、農間余業として行商を行う商人が出現した。また、富士川舟運では廻米輸送を行う下げ荷として塩などの物産を移入しており、これに携わる有力商人が存在していた。
安政6年（1859年）横浜港が開港されると、甲州屋忠右衛門（篠原忠右衛門）、川手五郎右衛門、若尾逸平ら投機商が出現し、彼らは横浜に店を構え蚕糸や果樹など甲州物産を輸出し財をなした。忠右衛門らはその後養蚕恐慌により没落するが、若尾逸平らは新興町人として成長し、彼らはいずれも甲府町方の商人に対して在方に出自をもっている。
明治中期には若尾逸平、雨宮敬次郎、根津嘉一郎らの先駆者に続き小野金六、小池国三、古屋徳兵衛、堀内良平らが出現し、彼ら養蚕・生糸事業で得た資本を当時有望性のあった鉄道や電力などの新事業に参入する。中央線の敷設に際しては対立するものの、1896年（明治29年）には山梨県内の豪商農層を総動員して東京電燈の株式過半数を買い占め、電気やガスなどの公共事業や株式投資で産業界における存在感を強め、明治後期・大正時代には山梨県政や東京市政にも参画した。
昭和初期の金融恐慌で総帥的立場にあった若尾家が没落し、世代交代により郷土意識が希薄化すると影響力は弱体化する。戦後は財閥解体などにより規模が縮小し、その後もロッキード事件などの汚職に甲州系資本が関与したなどによるイメージダウンや、平成不況などにより廃業・合併する企業が増えるなど現在では甲州系資本の影響力は低下している。
甲州財閥は戦後の山梨県近現代史研究においても主要な研究テーマとなっており、斎藤康彦は若尾家を題材に地主、企業家、銀行家のそれぞれの側面から分析し、甲州財閥を支えた豪農商層の考察や地方産業の研究と合わせて山梨県近現代の経済産業史を通観している。また、山梨県立博物館では若尾家など甲州財閥に関係する展示を行っている。

## 甲州財閥・甲州系資本関係人物一覧

### 甲州財閥
- 甲州屋忠右衛門

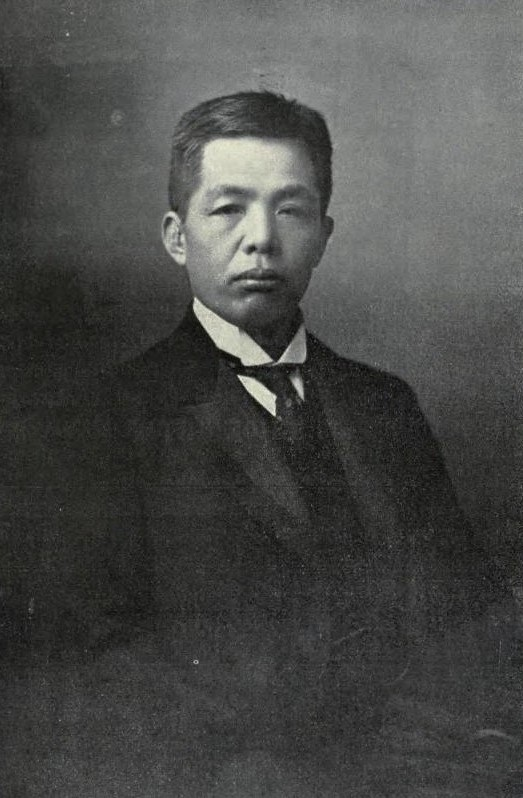
小池国三

- 根津嘉一郎 (初代)（東武鉄道や南海電気鉄道に関与し、根津財閥を形成）
- 雨宮敬次郎（雨宮製作所や日本製粉などの創業者）
- 若尾逸平（東京電燈などの創業者）
- 小野金六（富士身延鉄道社長）
- 小池国三（山一證券創業者、前述の若尾に師事した後、独立）
- 古屋徳兵衛 (初代)（松屋百貨店創業者）
- 堀内良平（富士急行創業者、衆議院議員の堀内光雄は孫）
- 神戸挙一（東京電燈などの社長）

### その他甲州系財閥
- 穴水熊雄（京王電気軌道社長）
- 穴水清彦（相模鉄道）
- 穴水要七（相場師、衆議院議員、富士製紙（後の王子製紙）および北海道電燈（現北海道電力））
- 小佐野賢治（国際興業創業者）
- 小林一三（阪急電鉄）
- 早川徳次（東京地下鉄道（旧））
- 中田大三（神戸電鉄）
- 佐藤晴雄（京浜急行電鉄）
- 古屋哲男（富国生命）
- 小林宏治（日本電気）
- 小林中（日本開発銀行）
- 三神良三（東京會舘）
- 田邊七六（日本軽金属）